# تونيا وليامز
تونيا وليامز (بالإنجليزية: Teee Sanders) (28 مارس 1968 - ) هي لاعبة كرة طائرة الولايات المتحدة.

## وصلات خارجية
- تونيا وليامز على موقع الاتحاد الأوروبي (الإنجليزية)
- تونيا وليامز على موقع قاعدة بيانات الكرة الطائرة الشاطئية (الإنجليزية)
- تونيا وليامز على موقع دوري الدرجة الأولى الإيطالي للكرة الطائرة - سيدات (الإيطالية)
- تونيا وليامز على موقع اللجنة الأولمبية الدولية (الإنجليزية)
- تونيا وليامز على موقع أوليمبيديا (الإنجليزية)